# Ermita de Santa Clara (San Sebastián)

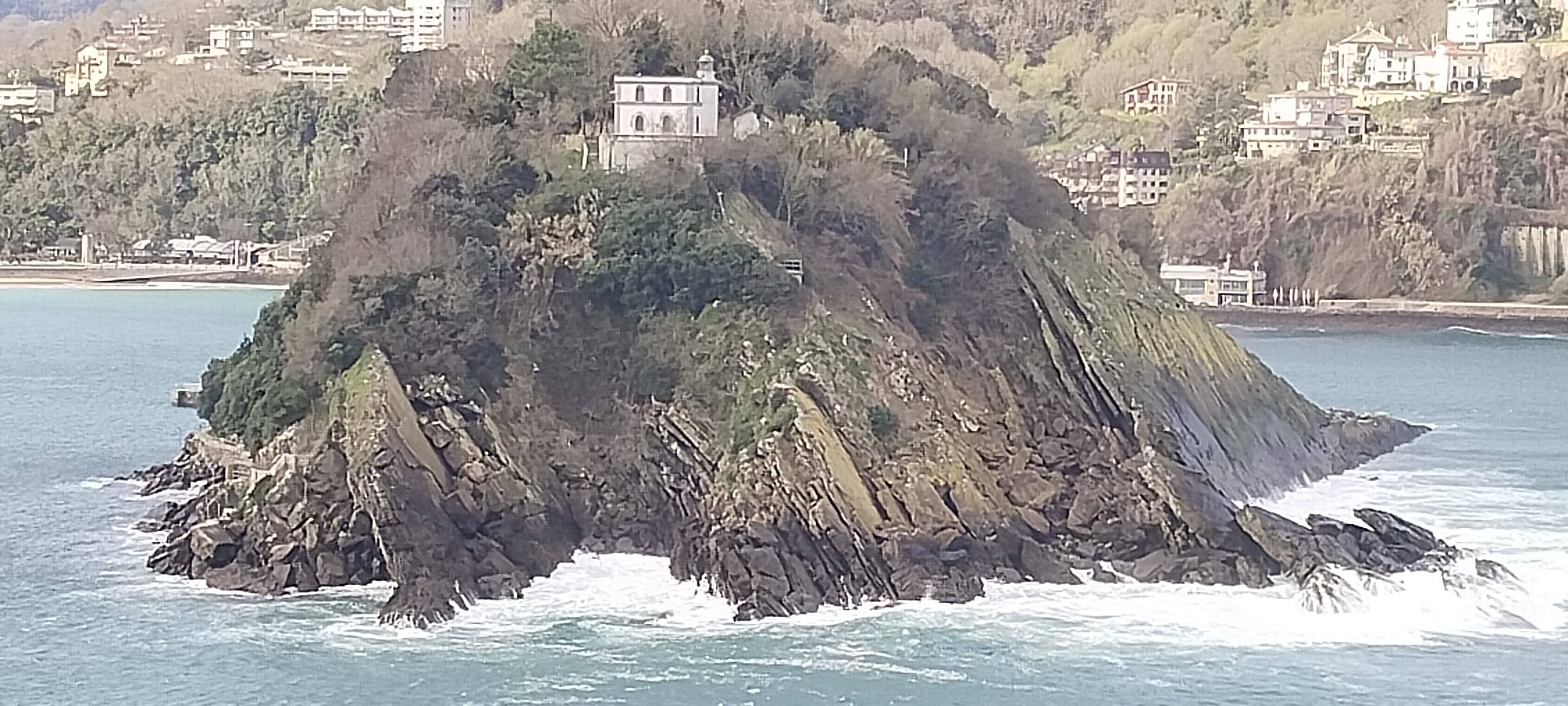
Isla de Santa Clara.

La ermita de Santa Clara estaba situada en la isla de Santa Clara de San Sebastián (España). Fue construida como consecuencia de la masiva construcción de este tipo de templos por parte de la orden de los franciscanos. La primera referencia documental de su existencia data de 1362.
En el siglo XVII la ermita pasó a ser gestionada por las monjas del Monasterio San Bartolomé y pasó a llamarse ermita de San Bartolomé.
A lo largo de la historia hubo varios pleitos entre el Ayuntamiento de San Sebastián y las agustinas del monasterio de San Bartolomé por la propiedad de la ermita. Siempre se resolvió en favor de las canónigas. 

## Curiosidades
En 1220 el islote situado en la bahía donostiarra fue visitado por Francisco de Asís y por Clara Scifi que posteriormente se convertiría en Santa Clara de Asís y daría nombre a la isla.
Es muy creíble que la idea de construir una ermita en la isla de Santa Clara surgiera durante aquella estancia en el cerebro de Francisco de Asís.
En la parte superior de la isla, donde se sitúa actualmente el merendero,  se construyó la ermita que era atendida por un ermitaño de la orden de los franciscanos.
Otra zona de la isla sirvió como cementerio para los afectados por peste bubónica en el siglo XVI y más tarde, como camposanto de los herejes que morían en tierra firme.
A partir del siglo XVII la comunidad de religiosas de San Bartolomé pasó a gestionar la ermita pasando a llamarse ermita de San Bartolomé.
El día de Santa Clara, la comunidad de religiosas de San Bartolomé acostumbraba a trasladarse dicho día a la isla a cantar las solemnes vísperas de su santa titular.
Sacerdotes y acólitos acudían a la celebración de la santa misa que allí y aquel día solía rezarse; y cuentan las crónicas que desde el momento en que salían del puerto las lanchas en que unos y otros iban embarcados, hasta el momento en que llegaban a la isla, las campanas de San Bartolomé repicaban de lo lindo.
No es difícil conjeturar la animación y algarabía que en aquella romería pondrían los donostiarras de aquella remota época de los siglos XV, XVI y XVII
Aún a finales del siglo XVIII, según testimonio del doctor Camino, podían observarse vestigios de dicha ermita, que las guerras de fines de aquel siglo y del siguiente, así como la construcción del faro actual en 1864, acabaron por borrar.